# 楚瓦什語維基百科
楚瓦什語維基百科是維基百科的楚瓦什語版本，一個開放、自由的百科全書計劃，於2004年11月22日創立。目前是在各語言維基百科計劃中，規模排名第99（依條目量計算）。截至2019年10月1日，楚瓦什語維基百科已達42,140篇條目。

## 政策與方針
與部份語言維基計劃一樣，楚瓦什語維基百科設有仲裁委員會以處理一些複雜事項，如內容爭議、封禁用戶及禁止個別用戶編輯特定範疇內容。管理員（現時有3名）的任免透過選舉產生；當管理員變得不活躍（即過去六個月使用「刪除」、「封禁」按鈕等管理員工具次數不足25次），或會在仲裁委員會決定下被罷免。

## 歷史

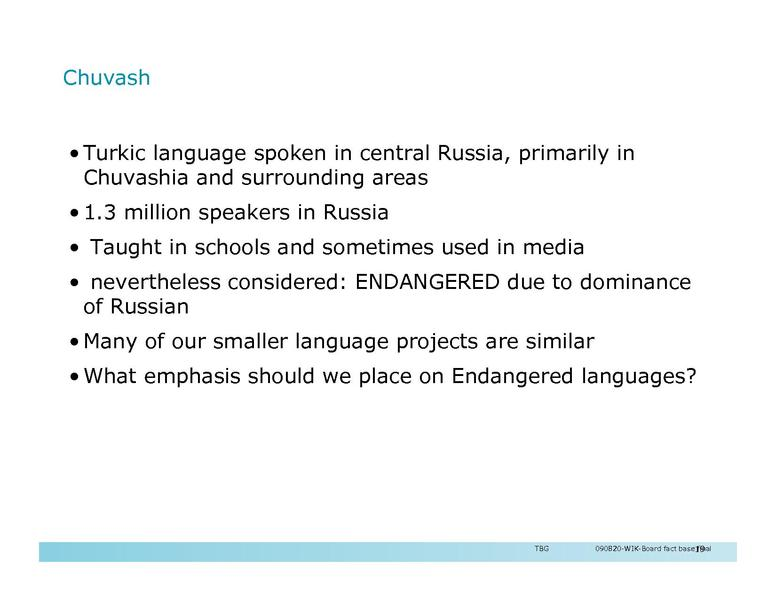
吉米·威爾士的幻燈片演示

楚瓦什語維基百科於2004年11月22日創立。吉米·威爾士在2009年維基媒體國際會議中曾以此為例子，說明維基百科的理念之一在於對瀕臨絕種語言的關注。

### 時間軸
- 2004年12月16日：建立首頁。
- 2006年3月9日：建立第2,000篇條目（德羅扎諾沃區）。
- 2006年8月22日：建立第4,000篇條目[3]。
- 2006年11月22日：建立第4,500篇條目。
- 2007年1月：建立第5,000篇條目。
- 2007年8月22日：建立第6,000篇條目[4][5]。
- 2008年1月14日：建立第7,000篇條目。
- 2008年7月17日：建立第8,000篇條目。
- 2009年4月6日：建立第10,000篇條目[6]。
- 2010年2月13日：建立第11,000篇條目。
- 2010年10月4日：建立第11,451篇條目。
- 2011年8月31日：建立第13,000篇條目。
- 2012年10月6日：建立第14,000篇條目（楚瓦什 (火車)）。
- 2013年12月3日：建立第20,000篇條目。
- 2014年8月1日：建立第30,000篇條目。
- 2016年3月3日：建立第34,100篇條目。
- 2016年11月11日：建立第36,000篇條目。
- 2017年3月28日：建立第39,000篇條目。

## 外部連結
- 楚瓦什語維基百科 （页面存档备份，存于）
- 元維基上的「楚瓦什語維基百科統計數據」 （页面存档备份，存于）
- 元維基上的「維基百科列表」 （页面存档备份，存于）
- Николай Плотников: "Родное лучше видится на расстоянии..." （页面存档备份，存于）（俄語）
- Александр Блинов: "Пользование технологией вики становится нормой" （页面存档备份，存于）（俄語）
- "Киләчәген кайгырткан халык үз телен һәм мәдәниятен үстерүгә акча табарга тиеш"（塔塔爾語）